# Lista de bairros de Nova Iorque

The five boroughs: 1: Manhattan, 2: Brooklyn, 3: Queens, 4: Bronx, 5: Staten Island

Os bairros da cidade de Nova Iorque estão localizados nos cinco distritos da cidade. Seus nomes e fronteiras não são oficialmente definidos e mudam de tempos em tempos.

## Boroughs
A cidade de Nova York é dividida em cinco distritos, que são o Bronx, Brooklyn, Manhattan, Queens e Staten Island. Cada bairro tem os mesmos limites que um condado do estado. Os governos do condado foram dissolvidos quando a cidade se consolidou em 1898, juntamente com todos os governos municipais e rurais de cada município. O termo bairro foi adotado para descrever uma forma única de administração governamental para cada uma das cinco partes constituintes fundamentais da cidade recém-consolidada.

## Juntas comunitárias
A tabela seguinte oferece um resumo estatístico das juntas comunitárias, por borough, com os bairros:
| Junta comunitária (CB) | Superfície km² | População Censo 2000 | Pob./ km² | Bairros |
| ---------------------- | -------------- | -------------------- | --------- | --- |
| Bronx CB 1             | 7.17           | 82,159               | 11,459    | Mott Haven, Port Morris, Melrose |
| Bronx CB 2             | 5.54           | 46,824               | 8,452     | Longwood, Hunts Point |
| Bronx CB 3             | 4.07           | 68,574               | 16,849    | Claremont, Crotona Park, Concourse Village, Morrisania |
| Bronx CB 4             | 5.28           | 139,563              | 26,432    | Concourse, High Bridge |
| Bronx CB 5             | 3.55           | 128,313              | 36,145    | University Heights, Morris Heights, Mount Hope, Fordham |
| Bronx CB 6             | 4.01           | 75,688               | 18,875    | Belmont, Bathgate, West Farms, East Tremont |
| Bronx CB 7             | 4.84           | 141,411              | 29,217    | Norwood, University Heights, Bedford Park |
| Bronx CB 8             | 8.83           | 101,332              | 11,476    | Riverdale, Spuyten Duyvil, Van Cortlandt Village, Kingsbridge, Kingsbridge Heights, Fieldston, Marble Hill |
| Bronx CB 9             | 12.41          | 167,859              | 13,526    | Parkchester, Unionport, Soundview, Castle Hill, Bruckner, Harding Park, Bronx River, Clason Point |
| Bronx CB 10            | 16.76          | 115,948              | 6,918     | Co-op City, City Island, Throggs Neck, Westchester Square, Pelham Bay, Locust Point, Silver Beach |
| Bronx CB 11            | 9.32           | 110,706              | 11,878    | Morris Park, Pelham Parkway, Pelham Gardens, Allerton, Bronxdale, Laconia, Van Nest |
| Bronx CB 12            | 14.56          | 149,077              | 10,239    | Edenwald, Wakefield, Williamsbridge, Woodlawn, Fish Bay, Eastchester, Olinville, Baychester |
| Brooklyn CB 1          | 12.82          | 160,338              | 12,507    | Williamsburg, Greenpoint |
| Brooklyn CB 2          | 7.72           | 98,620               | 12,775    | Brooklyn Heights, DUMBO, Vinegar Hill, Fulton Mall, Boerum Hill, Fort Greene, Brooklyn Navy Yard, Fulton Ferry, Clinton Hill |
| Brooklyn CB 3          | 7.67           | 143,867              | 18,757    | Bedford-Stuyvesant, Stuyvesant Heights, Ocean Hill |
| Brooklyn CB 4          | 5.31           | 104,358              | 19,653    | Bushwick |
| Brooklyn CB 5          | 14.61          | 173,198              | 11,855    | East New York, Cypress Hills, Highland Park, New Lots, City Line, Starrett City |
| Brooklyn CB 6          | 9.01           | 104,054              | 11,549    | Red Hook, Carroll Gardens, Park Slope, Gowanus, Cobble Hill |
| Brooklyn CB 7          | 10.96          | 120,063              | 10,955    | Sunset Park, Windsor Terrace, Greenwood Heights |
| Brooklyn CB 8          | 4.25           | 96,076               | 22,606    | Crown Heights, Prospect Heights, Weeksville |
| Brooklyn CB 9          | 4.07           | 104,014              | 25,556    | Crown Heights, Prospect Lefferts Gardens, Wingate |
| Brooklyn CB 10         | 10.57          | 122,542              | 11,593    | Bay Ridge, Dyker Heights, Fort Hamilton |
| Brooklyn CB 11         | 10.18          | 172,129              | 16,909    | Bath Beach, Gravesend, Mapleton, Bensonhurst |
| Brooklyn CB 12         | 9.32           | 185,046              | 19,855    | Borough Park, Kensington, Ocean Parkway, Midwood |
| Brooklyn CB 13         | 8.88           | 106,120              | 11,950    | Coney Island, Brighton Beach, Bensonhurst, Gravesend, Seagate |
| Brooklyn CB 14         | 7.61           | 168,806              | 22,182    | Flatbush, Midwood, Kensington, Ocean Parkway |
| Brooklyn CB 15         | 12.82          | 160,319              | 12,505    | Sheepshead Bay, Manhattan Beach, Kings Bay, Gerritsen Beach, Kings Highway, East Gravesend, Madison, Homecrest, Plum Beach |
| Brooklyn CB 16         | 4.97           | 85,343               | 17,172    | Brownsville, Ocean Hill |
| Brooklyn CB 17         | 8.73           | 165,753              | 18,987    | East Flatbush, Remsen Village, Farragut, Rugby, Erasmus, Ditmas Village |
| Brooklyn CB 18         | 24.68          | 194,653              | 7,887     | Canarsie, Bergen Beach, Mill Basin, Flatlands, Marine Park, Georgetown, Mill Island |
| Manhattan CB 1         | 4.45           | 34,420               | 7,735     | TriBeCa, Battery Park City, Distrito Financiero |
| Manhattan CB 2         | 4.01           | 93,119               | 23,222    | Greenwich Village, West Village, NoHo, SoHo, Lower East Side, Chinatown, Little Italy |
| Manhattan CB 3         | 4.56           | 164,407              | 36,054    | Alphabet City, East Village, Lower East Side, Chinatown, Two Bridges |
| Manhattan CB 4         | 5.41           | 87,479               | 16,170    | Clinton, Chelsea |
| Manhattan CB 5         | 4.25           | 44,028               | 10,360    | Midtown |
| Manhattan CB 6         | 3.55           | 136,152              | 38,353    | Stuyvesant Town, Waterside Plaza, Tudor City, Turtle Bay, Peter Cooper Village, Murray Hill, Gramercy Park, Kips Bay, Sutton Place |
| Manhattan CB 7         | 5.46           | 207,699              | 38,040    | Manhattan Valley, Upper West Side, Lincoln Square |
| Manhattan CB 8         | 5.13           | 217,063              | 42,312    | Upper East Side, Lenox Hill, Yorkville, Roosevelt Island |
| Manhattan CB 9         | 3.91           | 111,724              | 28,574    | Hamilton Heights, Manhattanville, Morningside Heights |
| Manhattan CB 10        | 3.63           | 107,109              | 29,507    | Harlem, Polo Grounds |
| Manhattan CB 11        | 5.75           | 117,743              | 20,477    | East Harlem, Harlem Español, Ward’s Island, Randall’s Island |
| Manhattan CB 12        | 7.64           | 208,414              | 27,279    | Inwood, Washington Heights |
| Queens CB 1            | 14.97          | 211,220              | 14,110    | Astoria, Old Astoria, Long Island City, Queensbridge, Ditmars, Ravenswood, Steinway, Garden Bay, Woodside |
| Queens CB 2            | 13.36          | 109,920              | 8,228     | Hunters Point, Long Island City, Woodside, Sunnyside |
| Queens CB 3            | 7.33           | 169,083              | 23,067    | Jackson Heights, East Elmhurst, North Corona |
| Queens CB 4            | 6.16           | 167,005              | 27,111    | Elmhurst, Corona, Roosevelt Avenue |
| Queens CB 5            | 19.63          | 165,911              | 8,452     | Ridgewood, Glendale, Middle Village, Maspeth, Fresh Pond, Liberty Park |
| Queens CB 6            | 7.59           | 115,967              | 15,279    | Forest Hills, Rego Park |
| Queens CB 7            | 32.97          | 242,952              | 7,369     | Flushing, Bay Terrace, College Point, Whitestone, Malba, Linden Hill, Beechhurst, Queensboro Hill, Willets Point |
| Queens CB 8            | 19.17          | 146,594              | 7,647     | Fresh Meadows, Cunningham Heights, Hilltop Village, Pomonak Houses, Fresh Meadows, Jamaica Estates, Holliswood, Flushing South, Utopia, Kew Gardens Hills, Briarwood |
| Queens CB 9            | 10.08          | 141,608              | 14,048    | Richmond Hill, Woodhaven, Ozone Park, Kew Gardens |
| Queens CB 10           | 16.19          | 127,274              | 7,861     | Howard Beach, South Ozone Park, Richmond Hill, Tudor Village, Lindenwood |
| Queens CB 11           | 24.99          | 116,404              | 4,658     | Bayside, Douglaston, Little Neck, Auburndale, East Flushing, Oakland Gardens, Hollis Hills |
| Queens CB 12           | 25.46          | 223,602              | 8,782     | Jamaica, Hollis, Saint Albans, Springfield Gardens, Baisley Park, Rochdale Village, South Jamaica |
| Queens CB 13           | 33.31          | 196,284              | 5,893     | Queens Village, Glen Oaks, New Hyde Park, Bellerose, Cambria Heights, Laurelton, Rosedale, Meadowmere, Floral Park, Brookville |
| Queens CB 14           | 23.28          | 106,686              | 4,583     | Breezy Point, Belle Harbor, Neponsit, Arverne, Bayswater, Edgemere, Rockaway Park, Rockaway, Far Rockaway |
| Staten Island CB 1     | 36.62          | 162,609              | 4,440     | Arlington, Castleton Corners, Clifton, Concord, Elm Park, Fort Wadsworth, Graniteville, Grymes Hill, Livingston, Mariners Harbor, Meiers Corners, New Brighton, Port Ivory, Port Richmond, Randall Manor, Rosebank, St. George, Shore Acres, Silver Lake, Stapleton, Sunnyside, Tompkinsville, West Brighton, Westerleigh |
| Staten Island CB 2     | 54.62          | 127,071              | 2,326     | Arrochar, Bloomfield, Bulls Heads, Chelsea, Dongan Hills, Egbertville, Emerson Hill, Grant City, Grasmere, Midland Beach, New Dorp, New Springville, Oakwood, Ocean Breeze, Old Town, South Beach, Todt Hill, Travis |
| Staten Island CB 3     | 58.97          | 152,908              | 2,593     | Annadale, Arden Heights, Bay Terrace, Charleston, Eltingville, Great Kills, Greenridge, Huguenot, Pleasant Plains, Prince’s Bay, Richmond Valley, Rossville, Tottenville, Woodrow |
| New York City          | 831.39         | 8,008,278            | 9,632     | |